# Admirałtiejec Leningrad
Admirałtiejec Leningrad (ros. Футбольный клуб «Адмиралтеец» Ленинград, Futbolnyj Kłub "Admirałtiejec" Leningrad) – rosyjski klub piłkarski z siedzibą w Leningradzie.

## Historia
Chronologia nazw:
- 1937: Sudostroitiel Leningrad (ros. «Судостроитель» Ленинград)
- 1957: Awangard Leningrad (ros. «Авангард» Ленинград)
- 1958: Admirałtiejec Leningrad (ros. «Адмиралтеец» Ленинград)
- 1962: klub rozwiązano

Założony w 1937 jako Sudostroitiel Leningrad i reprezentował "Admirałtiejski Zawod" (Stocznię) w Leningradzie.
W 1939 zespół debiutował w Grupie B Mistrzostw ZSRR.
W 1940 zajął 11. miejsce i kontynuował występy w Grupie B. Jednak wojna w 1941 przeszkodziła ukończyć rozgrywki.
Po zakończeniu wojny dopiero w 1957 jako Awangard Leningrad ponownie startował w Klasie B, grupie 1, w której zajął pierwsze miejsce, a następnie w turnieju finałowym również zajął pierwsze miejsce i awansował do Klasy A.
W 1958 klub zmienił nazwę na Admirałtiejec Leningrad i debiutował w klasie A, jednak zajął ostatnie 12. miejsce i spadł z powrotem do Klasy B.
W 1959 sytuacja powtórzyła się. Klub zajął pierwsze miejsce w Klasie B, grupie 1, a następnie w turnieju finałowym również zajął pierwsze miejsce i powrócił do Klasy A.
Drugie podejście w Klasie A było dużo lepsze, w 1960 klub zajął 10. miejsce, a w 1961 – 14. miejsce.
Jednak na początku 1962 klub został rozwiązany, a jego miejsce w Klasie A zajął klub Dinamo Leningrad.

## Sukcesy
- 10. miejsce w Klasie A ZSRR: 1960
- 1/2 finału Pucharu ZSRR: 1961

## Znani piłkarze
- Fridrich Mariutin
- Jurij Morozow
- Aleksandr Tieniagin